# Silvio Vannucci
Silvio Vannucci (Roma, 23 febbraio 1956) è un attore italiano.

## Biografia
Dal 1979 al 1981 frequenta il primo Laboratorio di Esercitazioni Sceniche, diretto da Gigi Proietti presso il Teatro Brancaccio di Roma, dove si diploma. Insieme ad altri colleghi del suo corso (Patrizia Loreti, Shereen Sabet, Rodolfo Laganà, Massimo Wertmüller, Paola Tiziana Cruciani) crea il gruppo comico La Zavorra, con cui inizia la sua carriera televisiva e teatrale.
Una volta scioltosi tale gruppo nel 1984, continua a lavorare come attore e recita nel film Fatto su misura, diretto da Francesco Laudadio.  
Tra il 1984 ed il 1987 fa parte del trio comico La Tresca, composto anche da Liliana Eritrei e da Giampaolo Fabrizio, con il quale partecipa a molti show televisivi delle reti Fininvest.
Nel 1988 è uno dei Compagni di Scuola di Carlo Verdone.
Nel 1996 fa parte del cast di Ferie d'agosto di Paolo Virzì, e dopo 27 anni è anche nel sequel Un altro ferragosto (2023), sempre dello stesso regista con cui ha lavorato pure nel 2003 per Caterina va in città.

## Filmografia

### Cinema
- Io con te non ci sto più, regia di Gianni Amico (1982)
- Fatto su misura, regia di Francesco Laudadio (1984)
- Compagni di scuola, regia di Carlo Verdone (1988)
- Fiori di zucca, regia di Stefano Pomilia (1989)
- Il senso della vertigine, regia di Paolo Bologna (1991)
- Volevamo essere gli U2, regia di Andrea Barzini (1992)
- Condannato a nozze, regia di Giuseppe Piccioni (1993)
- Il grande cocomero, regia di Francesca Archibugi (1993)
- Con gli occhi chiusi, regia di Francesca Archibugi (1994)
- La bella vita, regia di Paolo Virzì (1994)
- Ferie d'agosto, regia di Paolo Virzì (1995)
- L'ultimo capodanno, regia di Marco Risi (1998)
- Domani, regia di Francesca Archibugi (2001)
- Caterina va in città, regia di Paolo Virzì (2003)
- I primi della lista, regia di Roan Johnson (2011)
- È stata lei, regia di Francesca Archibugi (2013)
- Sole a catinelle, regia di Gennaro Nunziante (2013)
- Quo vado?, regia di Gennaro Nunziante (2015)
- Siccità, regia di Paolo Virzì (2022)
- Il colibrì (film), regia di Francesca Archibugi (2022)
- Come pecore in mezzo ai lupi, regia di Lyda Patitucci (2023)
- Un altro ferragosto, regia di Paolo Virzì (2023)

### Televisione
- Aeroporto internazionale – serie TV, episodio 1x25 (1985)
- Cerco l'amore, regia di Marcello Fondato – miniserie TV (1988)
- Le indagini di Lolita Lobosco – serie TV, episodi 1x02-1x03 (2021)
- Don Matteo – serie TV, episodio 14x06 (2024)